# Ныо (посёлок)
Ны́о (эст. Nõo) — сельский посёлок в уезде Тартумаа, Эстония. Административный центр волости Ныо.

## География
Расположен в 15 километрах к юго-западу от Европейского маршрута E264. Расстояние до уездного центра — города Тарту — 12 километров. Высота над уровнем моря — 62 метра.
В посёлке находится одноименная железнодорожная станция Ныо железнодорожной компании «Eesti Raudtee».

## Население
По данным переписи населения 2021 года, в Ныо насчитывалось 1652 жителя, из них 1587 (96,4 %) — эстонцы.
По состоянию на 1 января 2019 года в посёлке насчитывалось 1636 жителей.
По данным переписи населения 2011 года в посёлке проживали 1492 человека, из них 1435 (96,2 %) — эстонцы.

## История
В письменных источниках Ныо впервые упоминается в 1319 году (Nughen). Местная лютеранская церковь была построена в конце XIII века. В 1483 году Ныо  упоминается как владение Дерптского епископства. В 1688 году была открыта начальная приходская школа. В 1953 году на её базе была создана средняя школа. В 1965 году в этой школе была установлена ЭВМ «Урал-1».
Статус посёлка Ныо получил в 1977 году.

## Известные жители
- Эдуард Тубин — композитор-симфонист и дирижер.

## Галерея

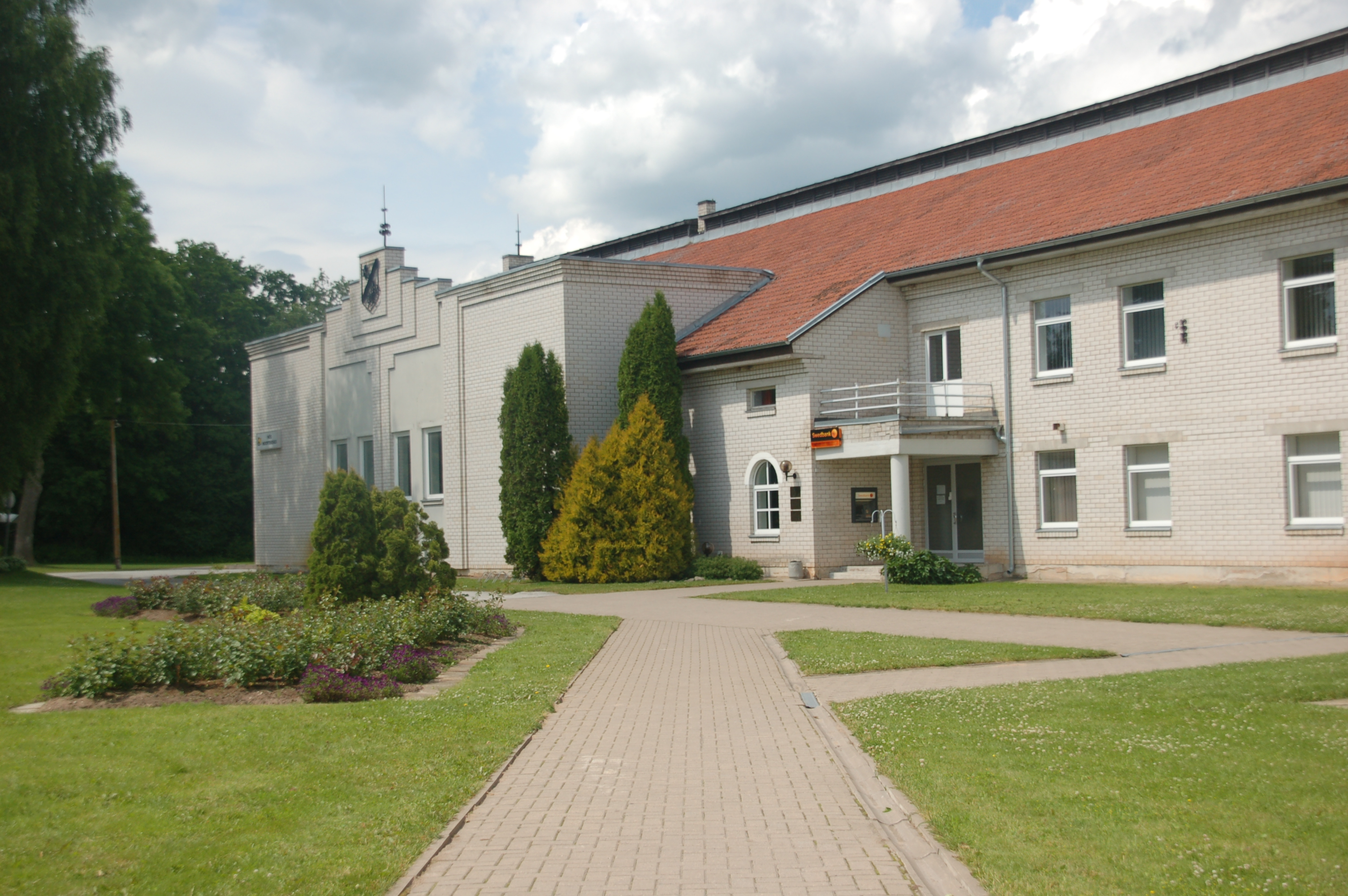
Библиотека в Ныо
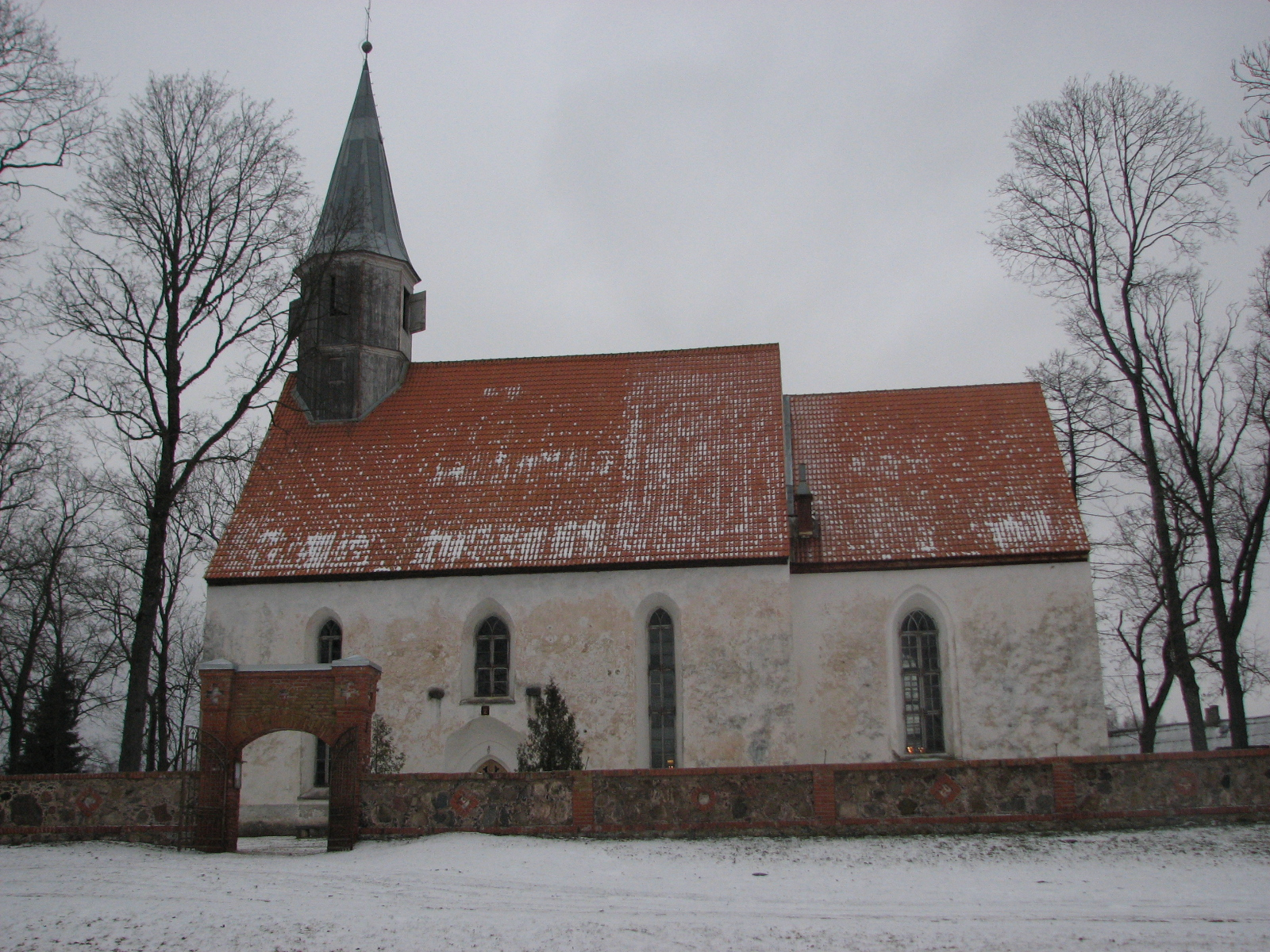
Кирха святого Лаврентия
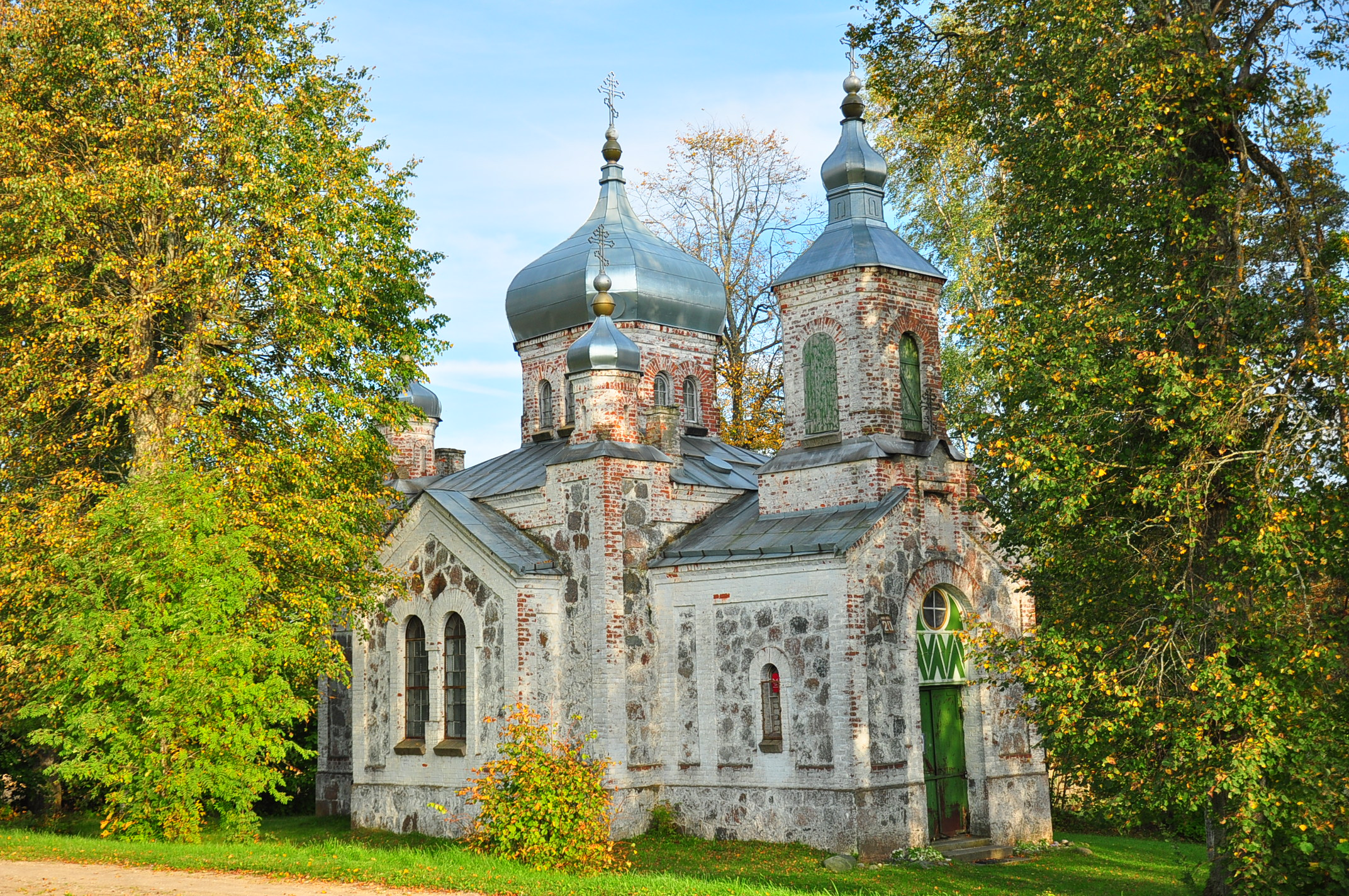
Православная церковь Троицы (святого Колмана)